# Acanthermia carbonelli
Acanthermia carbonelli är en fjärilsart som beskrevs av Ceslau Maria de Biezanko 1959. Acanthermia carbonelli ingår i släktet Acanthermia och familjen nattflyn. Inga underarter finns listade i Catalogue of Life.